# Milionia pyrrho
Milionia pyrrho là một loài bướm đêm trong họ Geometridae.